# Megaskamma improvisum
Megaskamma improvisum är en mångfotingart som beskrevs av Carl Graf Attems 1934. Megaskamma improvisum ingår i släktet Megaskamma och familjen Spirostreptidae. Inga underarter finns listade i Catalogue of Life.